# Zofia Owczarek-Jagodzińska
Zofia Owczarek-Jagodzińska, ps. „Marysia” (ur. 2 października 1887 w Guzowie, zm. 1940 w Warszawie) – polska działaczka Polskiej Partii Socjalistycznej i OB PPS. Uczestniczka zamachu na Skałona w 1906.

## Życiorys
Urodziła się w rodzinie robotników zatrudnionych w cukrowni w Rudzie Guzowskiej. Pracowała w fabryce obuwia Kipra w Warszawie. Do Polskiej Partii Socjalistycznej dołączyła w roku 1905 i Organizacji Bojowej PPS. Była uczestniczką wielu akcji bojowych.
18 sierpnia 1906, wraz z Wandą Krahelską i Albertyną Helbertówną, uczestniczyła w zamachu na generał-gubernatora warszawskiego Gieorgija Skałona. Kilka miesięcy później podjęła - tym razem w Wilnie - kolejną nieudaną próbę zgładzenia generał-gubernatora.
Po rozłamie w PPS wstąpiła do Frakcji Rewolucyjnej. W styczniu 1908 roku wzięła udział w nieudanym zamachu na pocztę na stacji kolejowej Sokołów Podlaski. Bojowcy zabili dwóch funkcjonariuszy i wycofali się do Siedlec. Wkrótce zostali aresztowani - ujęto około dziewięćdziesięciu osób. Bojowców wydał władzom carskim jeden z uczestników akcji, Michał Wolgemut. Owczarek-Jagodzińską osadzono w Cytadeli. Wskutek prowokacji policyjnej wyszedł na jaw jej udział w zamachu na Skałona. W czerwcu 1908 skazana dwukrotnie na karę śmierci, oraz na 10 lat katorgi za przynależność do Organizacji Bojowej PPS. Dzięki interwencji adwokata Stanisława Patka wyrok został zamieniony na bezterminową katorgę, poprzedzoną uwięzieniem w osławionych Butyrkach w Moskwie.
Wyszła za mąż za bojowca OB PPS Piotra Jagodzińskiego (1889–1943).
Do Polski wróciła po zwycięstwie rewolucji lutowej w 1917 roku. 
Zmarła w 1940 w Warszawie.

## Ordery i odznaczenia
- Krzyż Niepodległości z Mieczami (23 grudnia 1933)[4]
- Krzyż Oficerski Orderu Odrodzenia Polski (10 listopada 1928)[5]